# 中冨三郎
中冨 三郎（なかとみ さぶろう、1876年（明治9年）2月 - 1957年（昭和32年）3月17日）は、日本の実業家。久光製薬の前身にあたる久光合名会社の創業者であり社長である。
平成31年3月28日、中冨記念くすり博物館に銅像が建立された。

## 略歴
基肄郡田代村（現佐賀県鳥栖市）出身。久光与市の三男として誕生した。
1903年（明治36年）12月10日、佐賀県三養基郡田代村大字田代又203番地において、兄弟（安次郎・友三・伍郎）とともに久光兄弟合名会社を設立、代表社員となった。
1905年（明治38年）、旧筑後国久留米藩士族中冨家の養子となり、中冨姓となった。和紙に薬剤を展延した膏薬づくりを研究し、1907年（明治40年）に「朝日万年膏」を改良し、ついで健胃下剤の「快復丸」、消炎鎮痛の「アスピリン丸」、感冒薬の「赤龍丸」などを開発し、朝鮮・中国・台湾などへ販路を拡大。家内工業的なそれまでの製薬業の近代化につとめ、1919年（大正8年）には電動化による機械生産を始め、店舗と配置業者の両者へ出荷できる仕組みを整えた。
田代売薬の主力製品である膏薬は従来、黒褐色であったが、中冨は白い消炎貼付薬の研究開発につとめ、1934年（昭和9年）にそれ以後同社の看板商品となる「サロンパス」を開発した。サロンパスを開発したことにより需要が飛躍的に拡大した。その後、長男である中冨正義に4代目社長の座を譲った。

## 人物
いいことをしても人に知れれば直ぐになくなるをモットーに、人のいないところで善行を心掛け、形のない貯蓄をせよというお客様第一の隠徳精神の持ち主だった。